# ブー麻雀
ブー麻雀（ブーマージャン）とは麻雀のバリエーションルールのひとつである。
現在では主に関西の雀荘で行われている。かつては関東でもスポーツ麻雀（スポーツマージャン）の名で行われていたが、1985年施行の改正風俗営業法により、このルールを採用する雀荘はわずかとなった。
誰かの持ち点が倍になるか誰かの点棒がなくなった時点で終了とする。ブー麻雀は一荘戦であるが、ほとんどは一荘を終える前に終了する。
起源については不明だが、麻雀を扱った小説家の一人・阿佐田哲也の作品内での証言によると、「昭和の戦後あたりに、関西地方の（当時の）三国人の麻雀打ちが考案して流行らせた」とされている。
名前の由来については諸説あり、「大阪府麻雀協同組合制定Bルール」のBルールが訛ったもの、1ゲーム終了時に各卓にあるブザーを鳴らして店員を呼んで清算したため、などが挙げられている。
ルール体系としては、配給原点2000点、1翻縛りなし、場ゾロなしなどの点でアルシーアル麻雀に近い。

## Aトップ・Bトップ・Cトップ
3人の持ち点を原点未満に沈めてトップを取ることをAトップ、2人の持ち点を原点未満に沈めてトップを取ることをBトップ、1人の持ち点を原点未満に沈めてトップを取ることをCトップという。
ジャスト原点は浮きとされる。

## 終了の可否
負けている者が（負け確定の形で）ゲームを終わらせることは明確に反則として禁止されている。すなわち、沈んでいる者が浮きになれないあがりをしてゲームを終わらせたり浮いている者がトップになれないあがりをしてゲームを終わらせたりする事はできない。これは単に（リーチ麻雀におけるアガラスのような）マナー違反にとどまらずルール違反となる。
ただCトップではゲームを終了できないルールもある（その場合でも北4局を終えて終局となった場合は認められる）。関東式ではAトップを取ると次回のゲームでサシウマが倍になる「ダブ権」という権利が得られるため、主にAトップを目指してアガることが重要となる。
また、沈んでいる状態から他の人を飛ばし自分は浮くもののトップにはなれないあがりをしてゲームを終わらせる行為（「連れ込み」と呼ばれる）を認めているハウスと禁止しているハウスがあるので入店時に確認しておく必要がある。

## 点棒の扱い
ブー麻雀を行う雀荘では、浮いた点棒は点箱に入れず卓上に出し、また点箱の中身が全員に見えるように1人分の点棒が入るサイズの小さな点箱（ブー皿）を麻雀卓の縁に固定した麻雀卓を使用している。この卓では通常点箱の設置される場所が空いており、煙草やお茶を置くことができるようになっている。
ただし、近年は全自動卓の枠に点数表示機能がついたものが一般的でありそれを用いることも多いが、点数計算の方法によっては10点単位の点数があるため100点が最小単位の点数表示枠が使用できない。この場合は点棒の価値を1/10にして（1000点棒は100点など）点数表示枠を使用することがある。

## 一般的なルール
以下は関西で行われるルールの一例である。
- 通常は収支を前金清算という独特の清算方法で払う。ゲーム開始時に店にAトップ相当の金額を払う。負けた場合は減った金額を店に払い補充しなければ次のゲームを行うことができない（終了する場合はそのまま席を立てばOK）。逆に勝った場合は店から場代を控除した金額分の金券（終了時に換金可能）が支払われる。
- 原点は2000点。（内訳は500点棒（5000点棒を使う）×3本、100点棒（1000点棒を使う）×4本、20点棒（100点棒を使う）×5本）
- 1翻縛りというルールはなく、役無しでもあがることができる。また、フリテンでも現物以外ならあがることができる。
- 門前、積符、ドラは場300点であるが、しかし役無しの和了りは積符を取れない。
- 赤五筒は一翻役であるが、2枚以上あっても一翻となる。
- 場ゾロは普通ない（片ゾロを認めているルールもある）。点数計算時、10の位を切り上げない。
- 自摸和了は4符（2符増える）。
- 喰い平和あり、平和ツモなし。
- リーチという役も一応ある（リーチ料を供託する必要はない）が、一発や裏ドラはない。また、フリテンリーチは禁止である。更に、トップを取れる可能性が無いのに相手を飛ばす可能性のあるリーチも禁止である。
- ノーテン罰符はない。
- 役満には点数はなく、役満をあがれば点棒に関係なくAトップとして扱われる。
- 捨て牌は六枚切りせず一列に並べるのが作法とされる。

## 主な役
一翻役
役牌、立直、断么九、平和、門前清自摸和、搶槓、嶺上開花、海底摸月
二翻役
連風牌、一気通貫（喰い下がりなし）、混一色（喰い下がりなし）、対々和、三暗刻
満貫役
小三元、混老頭、清一色、その他の役満貫